# Idiotarmon
Idiotarmon is een geslacht van kevers uit de familie  
kniptorren (Elateridae).
Het geslacht is voor het eerst wetenschappelijk beschreven in 1940 door Binaghi.

## Soorten
Het geslacht omvat de volgende soort:
- Idiotarmon quadrivittatus (Ragusa, 1893)